# Gasteracantha cuspidata
Gasteracantha cuspidata är en spindelart som beskrevs av Carl Ludwig Koch 1837. Gasteracantha cuspidata ingår i släktet Gasteracantha och familjen hjulspindlar. Inga underarter finns listade i Catalogue of Life.